# Amberian Dawn
Amberian Dawn é uma banda finlandesa de power metal e symphonic metal formada em 2006.
Em 2008, lançaram seu álbum de estréia, River of Tuoni, e entraram em turnê pela Europa abrindo os concertos de Epica.

## Integrantes
Segue os integrantes da banda.

### Formação atual
- Päivi "Capri" Virkkunen - vocal
- Tuomas Seppälä - guitarra e teclado
- Tommi Kuri - baixo
- Emil Pohjalainen - guitarra
- Joonas Pykälä-Aho - bateria
- Kasperi Heikkinen -guitarra

### Ex-integrantes
- Heidi Parviainen - vocal
- Heikki Saari - bateria
- Sampo Seppälä - guitarra
- Tom Sagar - teclado

## Discografia

### Álbuns
- River of Tuoni (2008)
- The Clouds of Northland Thunder (2009)
- End of Eden (2010)
- Circus Black (2012)
- Re-Evolution (2013)
- Magic Forest (2014)
- Innuendo (2015)
- Darkness of Eternity (2017)
- Looking for You (2020)

## Videografia

### Vídeos musicais
- River Of Tuoni (2008)
- My Only Star (2009)
- He Sleeps In a Grove (2009)
- Arctica (2010)
- Cold Kiss (2012)
- Kokko - Eagle of Fire (2013)
- Magic Forest (2014)
- Fame & Gloria (2015)
- I'm the One (2017)